# Virovesca
Virovesca es una ciudad hispana citada por antiguos cronistas romanos como Plinio el Viejo en el año 77 y Pomponio Mela, asegurando ambos que era una de las diez ciudades de los autrigones y más concretamente, su capital. Su ubicación corresponde con la actual Briviesca en la provincia de Burgos.

## Situación
Estaba dentro de la red de comunicaciones romana ya que era uno de los puntos que atravesaba la calzada que unía Tarraco (la actual Tarragona) con Asturica Augusta (la actual Astorga).
En su origen la ciudad estaba situada en el alto conocido como Monte San Juan, pero más tarde ya, probablemente obligados por los romanos, el asentamiento se desplazó debajo del monte a la margen derecha de la vega del río Oca en las cercanías de dicho lugar, aunque más tarde volvería a cambiar su ubicación a la otra orilla hasta encontrarse en el lugar actual, donde después se ha ido expansionando hasta nuestros días.
Buscando con detenimiento en el Monte San Juan, suelen aparecer restos de cerámicas y otros desechos de la época prerromana.